# Cantacaderinae
Cantacaderinae is een onderfamilie van wantsen binnen de familie Tingidae (Netwantsen). De onderfamilie werd voor het eerst wetenschappelijk beschreven door Carl Stål in 1873.

## Taxonomie
De familie is als volgt onderverdeeld:

- Tribus: Cantacaderini Stål, 1873
  - Afghanoderus B. Lis, 2001
  - Allocader Drake, 1950
  - Australocader B. Lis, 1997
  - Caledoderus Guilbert, 2012
  - Cantacader Amyot & Serville, 1843
  - Carinacader Knudson, 2018
  - Carldrakeana Froeschner, 1968
  - Ceratocader Drake, 1950
  - Coolacader Moir, 2022
  - Cyperobia Bergroth, 1927
  - Lutetiacader Wappler, 2006
  - Nectocader Drake, 1928
  - Paleocader Froeschner, 1996
  - Pseudophatnoma Blöte, 1945
  - Stenocader Drake & Hambleton, 1944
  - Taurcader Knudson, 2018
  - Teratocader Drake, 1950
- Tribus: Golmoniini Popov, 1989
  - Golmonia Popov, 1989
- Tribus: Phatnomini Drake & Davis, 1960
  - Alloeoderes Drake, 1961
  - Alloeodres Drake, 1961
  - Ambarcader Perrichot, Nel, Guilbert & Néraudeau, 2006
  - Angiocader Drake, 1950
  - Astolophos Distant, 1904
  - Cnemiandrus Distant, 1902
  - Cyclotynaspis Montandon, 1892
  - Daillea Pericart, 1991
  - Distocader Froeschner, 1968
  - Eocader Drake & Hambleton, 1934
  - Etesinalda Froeschner, 1996
  - Exmesselensis Wappler, 2003
  - Exulmus Froeschner, 1996
  - Gonycentrum Bergroth, 1898
  - Indocader Pericart, 1981
  - Intercader Golub & Popov, 1998
  - Jingicoris C.R. Li & L.Y. Zheng, 2002
  - Microcader Pericart, 1981
  - Minitingis Barber, 1954
  - Miotingis Nel, 1992
  - Oranoma Drake, 1951
  - Pampacader Carpintero & Montemayor, 2005
  - Paraphatnomella Lis, 2000
  - Parasinalda Heiss & Golub, 2013
  - Parazetekella Nel, Waller & de Ploég, 2004
  - Phatnocader Štusák, 1976
  - Phatnoma Fieber, 1844
  - Phatnomella Pericart, 1981
  - Plesionoma Drake, 1950
  - Pseudacalypta Pericart, 1983
  - Pullocader Péricart, 1991
  - Sinalda Distant, 1904
  - Spinitingis Heiss & Guilbert, 2013
  - Taphnoma Péricart, 1991
  - Thaicader Pericart, 1991
  - Tingicader Golub & Popov, 1998
  - Ulmus Distant, 1904
  - Weitschatiella Heiss, 2002
  - Zetekella Drake, 1944
- Tribus: Sinaldocaderini Popov & Golub, 2019
  - Kzylcader Popov & Golub, 2019
  - Sinaldocader Popov, 1989

Genera die niet onder de geslachtengroepen ingedeeld zijn : 
- Gyaclavator Wappler, Guilbert, Wedmann & Labandeira, 2015